# Izima Kaoru
Izima Kaoru (né en 1954) est un photographe japonais. Il est connu pour ses photographies représentant des jeunes femmes étendues comme mortes.

## Collections, musées
- Musée d'art moderne grand-duc Jean